# Spaans Gouvernement

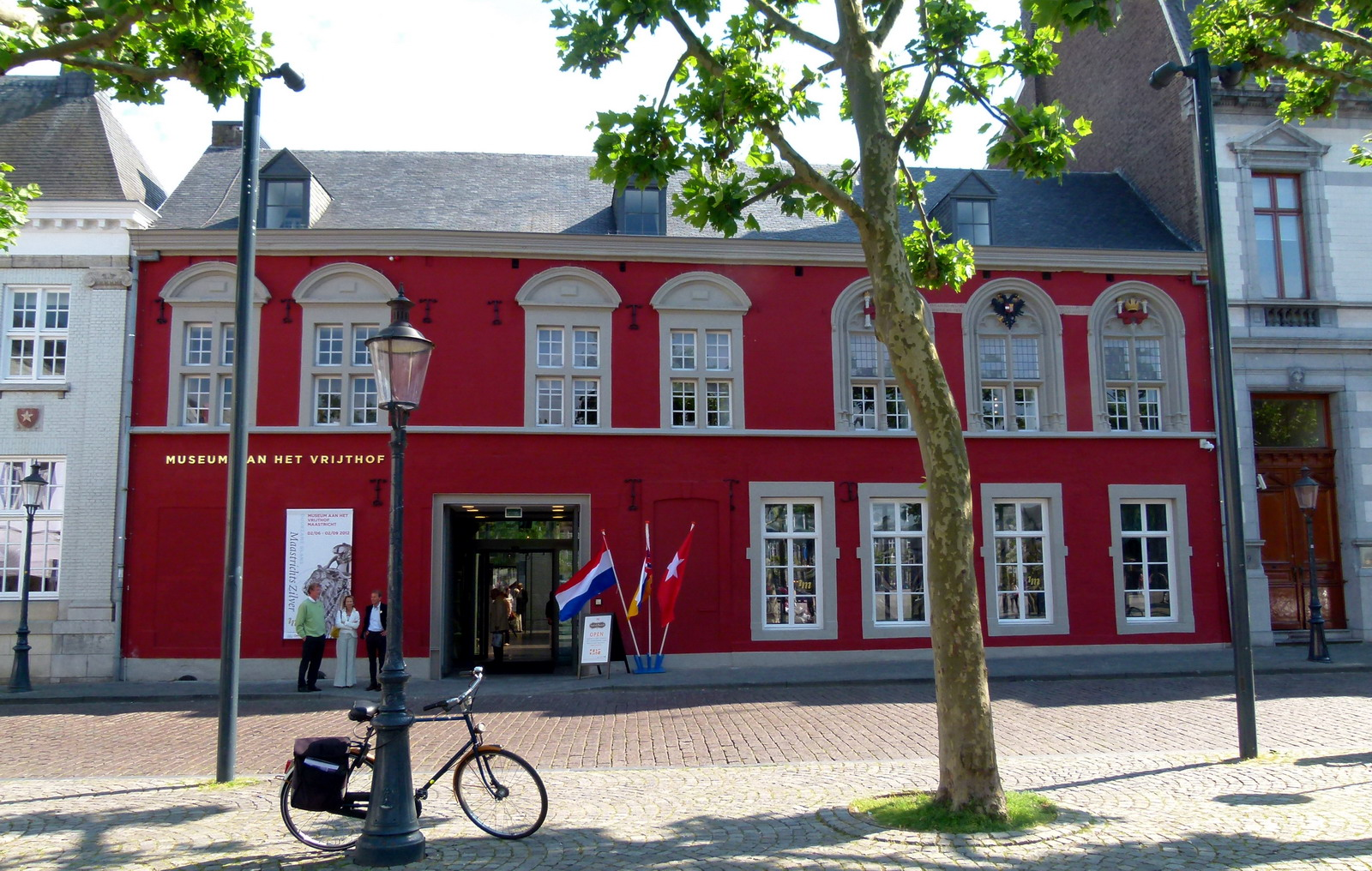
Het Spaans Gouvernement na de verbouwing

Het Spaans Gouvernement is een historisch gebouw aan het Vrijthof in Maastricht. Het is waarschijnlijk het oudst bewaard gebleven woonhuis van Maastricht. Na een aantal grondige restauraties heeft het gebouw sinds 1973 een museale bestemming, sinds 2020 Fotomuseum aan het Vrijthof geheten.

## Middeleeuwen
Het pand dat thans bekendstaat als Spaans Gouvernement was gelegen binnen de immuniteit van het kapittel van Sint-Servaas en was aanvankelijk een kanunnikenwoning, de Prima Porta. Het huis was het eerste pand (vanuit de toenmalige stad gezien) dat deel uitmaakte van het immuniteitsgebied van de Sint-Servaaskerk, vandaar de naam Prima Porta. De eerste vermelding van het huis dateert uit 1333, toen een kanunnik van de Sint-Servaaskerk het huis overdroeg aan hertog Jan III van Brabant. In 1397 gaf hertogin Johanna van Brabant het huis terug aan het kapittel, met behoud van het recht er te mogen logeren tijdens haar verblijf in Maastricht. In 1506 erfde Karel van Gent, de latere keizer Karel V, de titel hertog van Brabant, daarbij werd hij later ook koning van Spanje. Daardoor kwam, naast de namen Hof van Brabant of Brabants Gouvernement, geleidelijk de naam Spaans Gouvernement in zwang voor het Maastrichtse pied-à-terre van de Brabantse hertogen.

## 16e eeuw

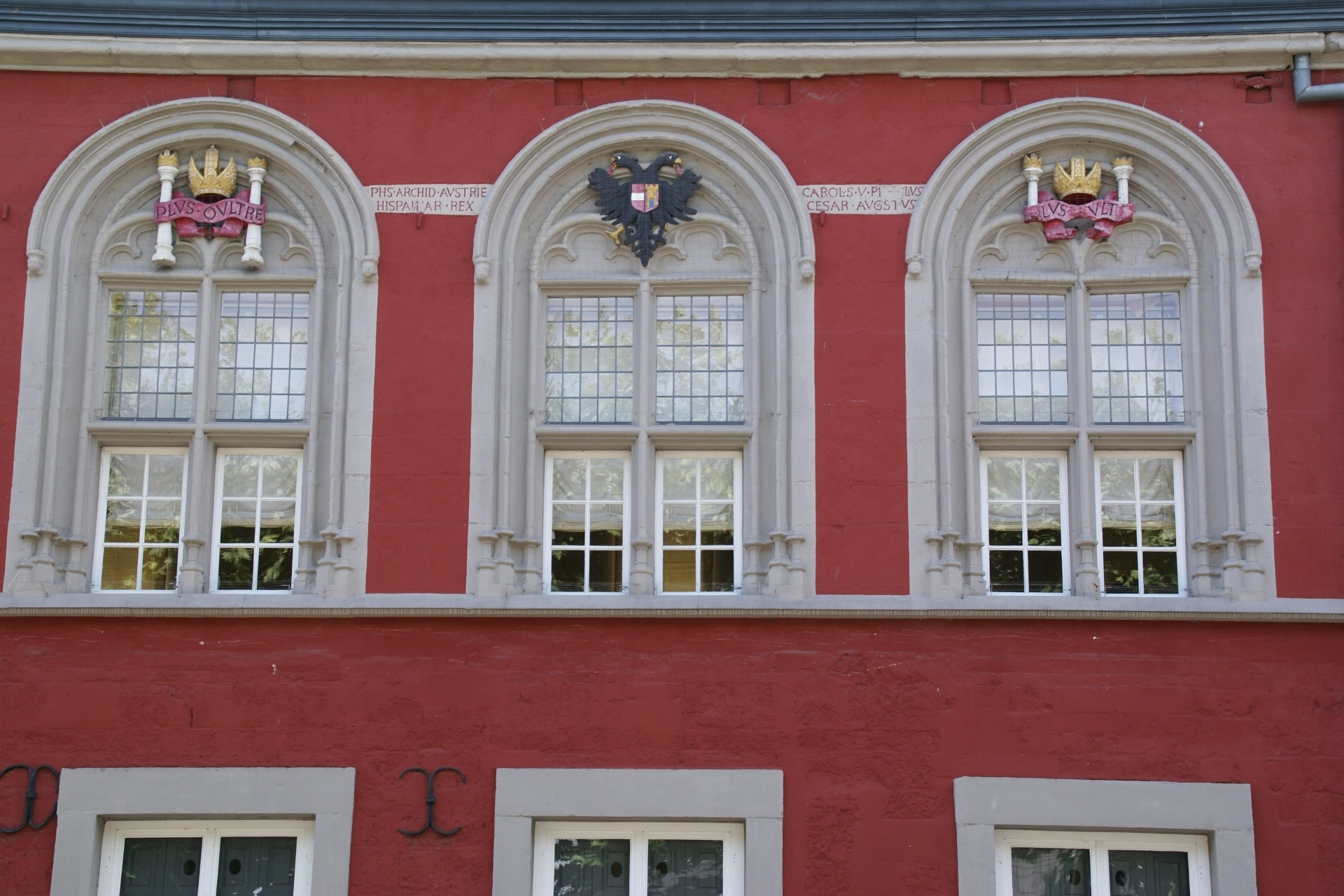
Detail vensters met wapenschilden

Tussen 1519 en 1550 verbleven Karel V en Filips II diverse malen in het Spaans Gouvernement. In deze periode werd het huis verbouwd en vergroot. Aan de Vrijthof-zijde werden laatgotische hardstenen ramen toegevoegd en aan de hofzijde werd een zuilengalerij in Luikse renaissancestijl gebouwd. Deze laatste doet denken aan de stijl van de Cour d'honneur, een van de binnenhoven van het Paleis van de Prins-bisschoppen in Luik. De drie gotische ramen aan de voorkant zijn gedecoreerd met gebeeldhouwde symbolen en het wapen van Karel V. Bij het middelste raam is de Habsburgse adelaar te zien. De twee buitenste ramen worden bekroond met de zuilen van Hercules met daarom heen een banderol met de lijfspreuk PLUS OULTRE (Lat. "steeds verder"). De laatgotische ramen werden waarschijnlijk vervaardigd in 1520 ter ere van de blijde inkomst van Karel V als nieuwe landsheer, of in 1550 bij de blijde inkomst van Filips II. De Luikse arcade met portretmedaillons dateert uit 1545 en memoreert het bezoek van Karel met zijn zuster Maria van Hongarije. Van 1567 tot 1616 woonde de militaire gouverneur in het Spaans Gouvernement. De Spaanse veldheer Alexander Farnese, hertog van Parma, ondertekende waarschijnlijk in 1580 in het Spaans Gouvernement de vogelvrijverklaring van Willem de Zwijger.

## 17e eeuw

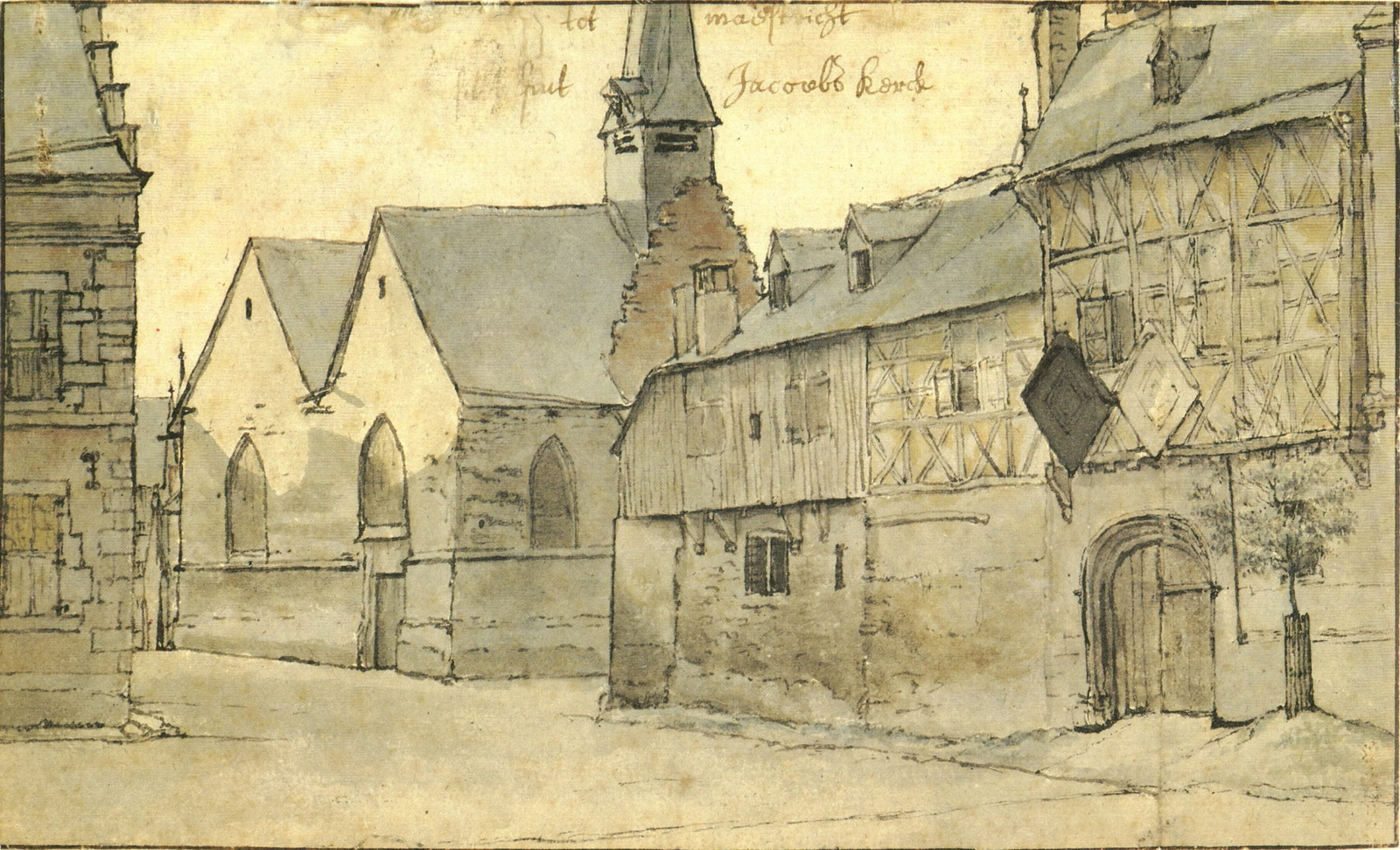
Zuidoosthoek Vrijthof, vóór 1670, rechts het Spaans Gouvernement

In de 17e eeuw lijken de kanunniken weer het eigendomsrecht verworven te hebben. Aan de linkerzijde van het gebouw zijn in de loop van de 17e eeuw ramen aangebracht in de stijl van de Maaslandse renaissance. Dit gedeelte bestond voordien nog uit hout en vakwerk. Op een ongedateerde tekening uit de 17e eeuw is de oorspronkelijke toestand nog te zien; op een tekening van Klotz uit 1670 zijn de nieuwe ramen te zien. Het oudste deel op de tekeningen is het rechterdeel. Dit deel werd mogelijk al in de 15e eeuw versteend. In de loop van de 16e eeuw bereikte het pand zijn grootste omvang, maar de verstening was pas rond 1700 voltooid.

## 18e en 19e eeuw
In de 18e en 19e eeuw werden er grote veranderingen aangebracht toen het gebouw ging dienstdoen als woonhuis van de militaire gouverneur. Het interieur (o.a. schouwen en trappen) werd vernieuwd naar een ontwerp van Mathias Soiron. De poort in de voorgevel verdween en op de begane grond werden extra vensters aangebracht. Ook het hoekpand Vrijthof-Sint-Jacobstraat-Papenstraat kreeg dezelfde vensters. Het pand Papenstraat 2, aan de achterkant van het Spaans Gouvernement, dat voorheen deel had uitgemaakt van de Prima Porta, werd verzelfstandigd. Aan het eind van de 18e eeuw woonde hier de Franse boekdrukker en uitgever Jean-Edmé Dufour. De eerste Franse vertalingen van het werk van Johann Wolfgang von Goethe werden hier gedrukt en vonden, samen met vele andere in Frankrijk verboden boeken, hun weg naar Straatsburg en vandaar naar Parijs. Het Spaans Gouvernement zelf werd na de opheffing van het Sint-Servaaskapittel in 1797 particulier eigendom. Vanaf 1870 huisvestte het diverse bankinstellingen.

## 20e eeuw

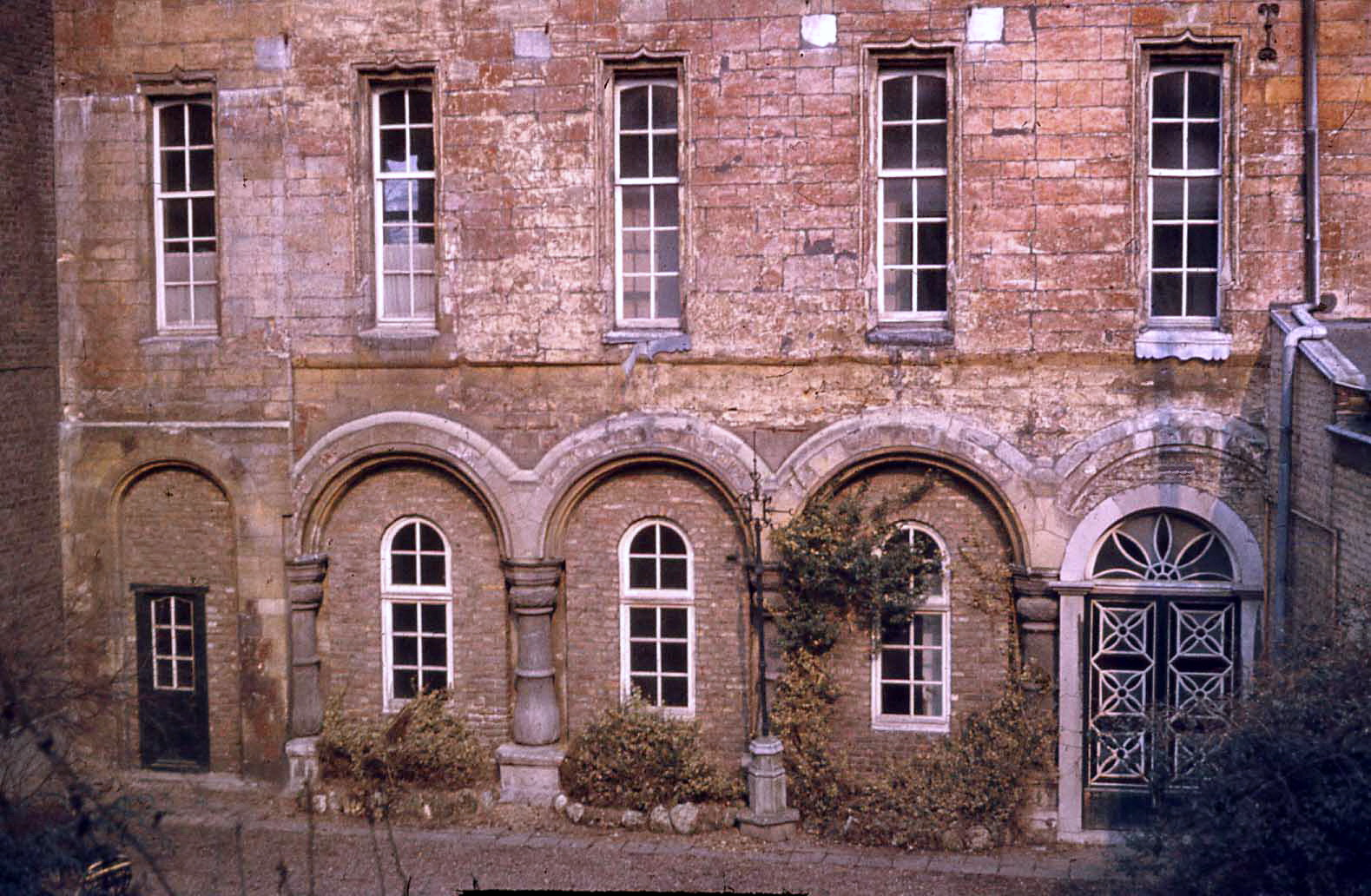
Hofzijde Spaans Gouvernement met dichtgemetselde arcade (ca. 1965)

In 1913 werd het gebouw publiekelijk geveild. Een deel van het pand (hoek Vrijthof-Sint-Jacobstraat-Papenstraat) werd gesloopt om in 1923 plaats te maken voor een nieuw filiaal van De Nederlandsche Bank. Alleen door toedoen van jonkheer Victor de Stuers kon voorkomen worden dat het hele Spaans Gouvernement werd gesloopt. Hij liet het nog bestaande gebouw restaureren en schonk het aan de gemeente Maastricht met de bedoeling dat er een stadsmuseum in ondergebracht zou worden (een wens die pas recentelijk gerealiseerd is). Tijdens de Tweede Wereldoorlog was hier de Maastrichtse afdeling van de Nederlandsche Kultuurkamer gevestigd, daarna het Bureau Huisvesting van de gemeente Maastricht.
In de jaren 1970 werd het gebouw opnieuw gerestaureerd onder leiding van de kunsthistoricus prof. dr. J.J.M. Timmers en de architect Jean Huysmans. De dichtgemetselde zuilenarcade aan de achterkant werd bij die gelegenheid gedeeltelijk vrijgemaakt. In de tuin verrees een modern paviljoen, dat onderdak bood aan een waardevolle zaalbetimmering uit het gesloopte Huis Vilain XIIII, die door Timmers, via het Bonnefantenmuseum, van het Rijksmuseum in Amsterdam was verkregen. Het gebouw werd ingericht met de kunstcollectie van het echtpaar Wagner-De Wit, aangevuld met 18e-eeuwse meubels in de Luiks-Akense meubelstijl. Vanaf 1973 was het Museum Spaans Gouvernement in het pand gevestigd; vanaf 2009 Museum aan het Vrijthof; vanaf 2020 Fotomuseum aan het Vrijthof. In 1993 kreeg de voorgevel zijn ossenrode kleur.

## 21e eeuw

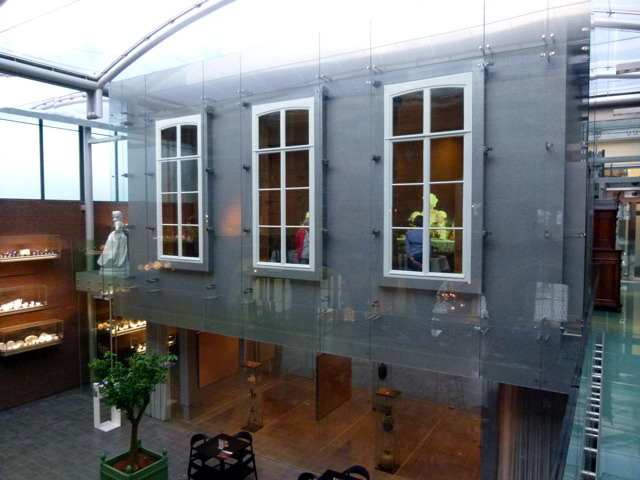
Overdekte 'cour' met TEFAF-zaal

Van 2010 tot 2012 vond opnieuw een restauratie en uitbreiding plaats. Het pand Papenstraat 2 werd bij het Spaans Gouvernement gevoegd en de tussenliggende cour werd overdekt met een doorzichtig dak van luchtkussenfolie (foiltec). De glazen wand achter de Renaissance zuilenarcade werd verwijderd en op de 'cour' werd een museumcafé en een tentoonstellingsruimte gecreëerd. Op de plek van het gesloopte paviljoen werd een verhoogde zaal gebouwd, daarna TEFAF-zaal gedoopt, die middels glazen loopbruggen met de bovenverdiepingen van de panden Vrijthof 16 en Papenstraat 2 verbonden is.
De meest in het oog springende verandering bij de recente renovatie is het gedeeltelijk terugbrengen van de blinde façade op de begane grond van de Vrijthofzijde. Vanwege bezwaren van de Maastrichtse welstandscommissie kon het oorspronkelijke plan slechts ten dele worden uitgevoerd en zijn een viertal 18e-eeuwse ramen op de begane grond gehandhaafd. De poort mocht uiteindelijk wel hersteld worden, maar moest noodgedwongen een eigentijdse vorm krijgen. De poort bevat bronzen reliëfs van Appie Drielsma.

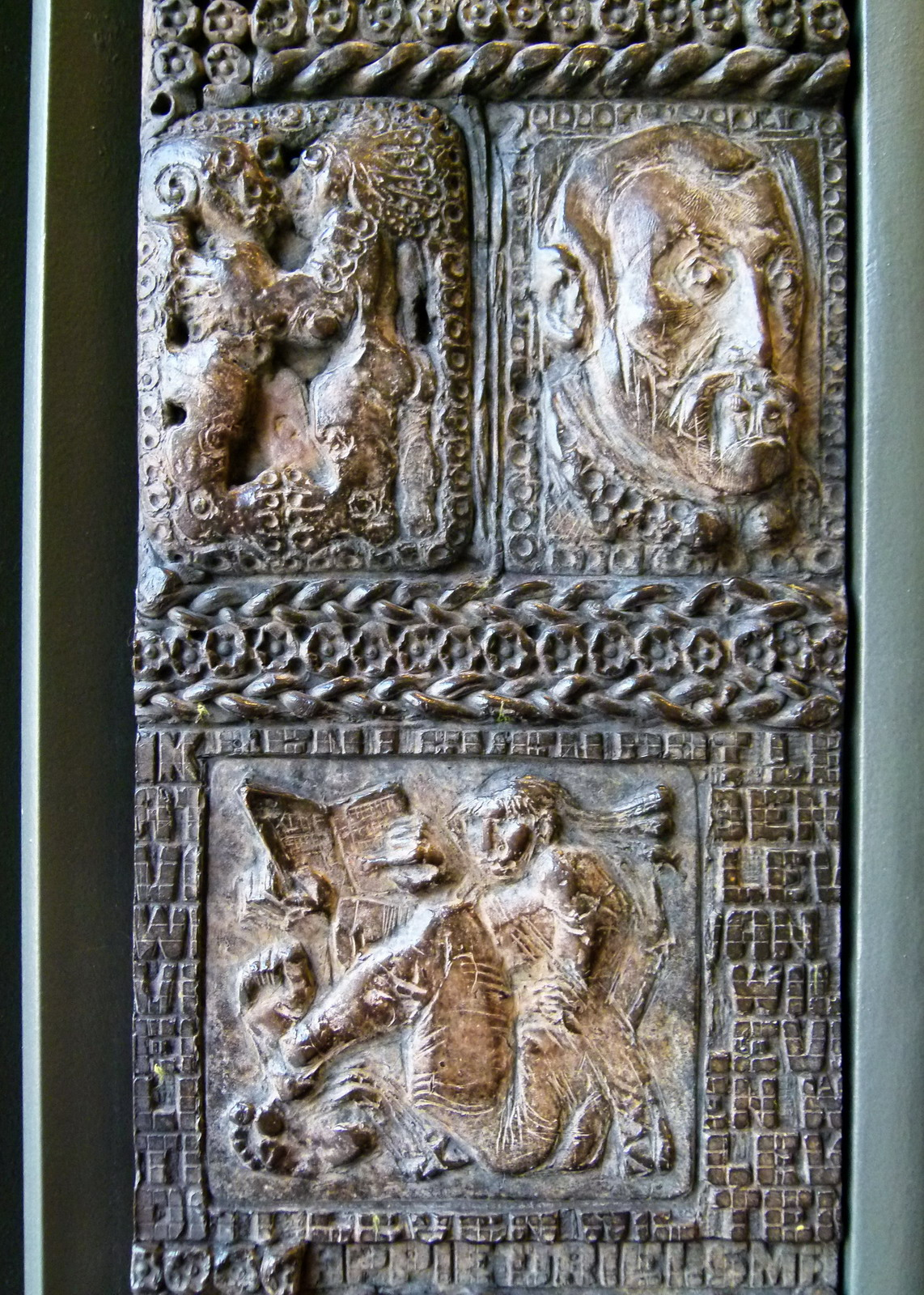
Toegangspoort - bronzen reliëf van Appie Drielsma
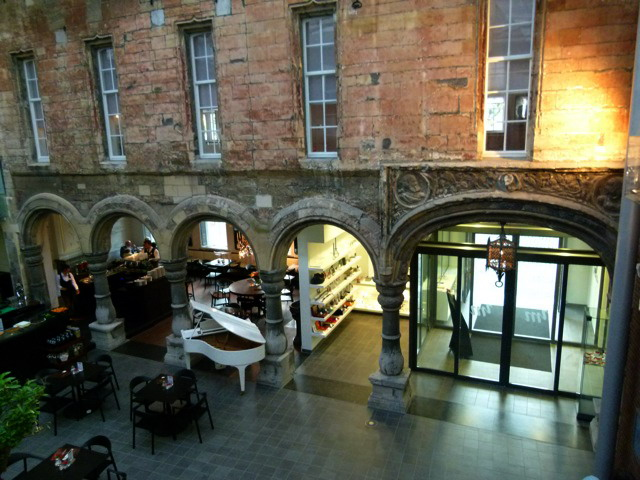
Zuilenarcade na de restauratie
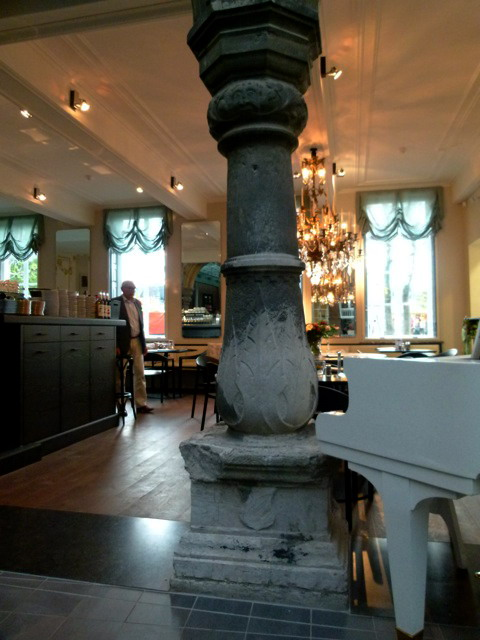
Detail zuil in Luikse renaissancestijl
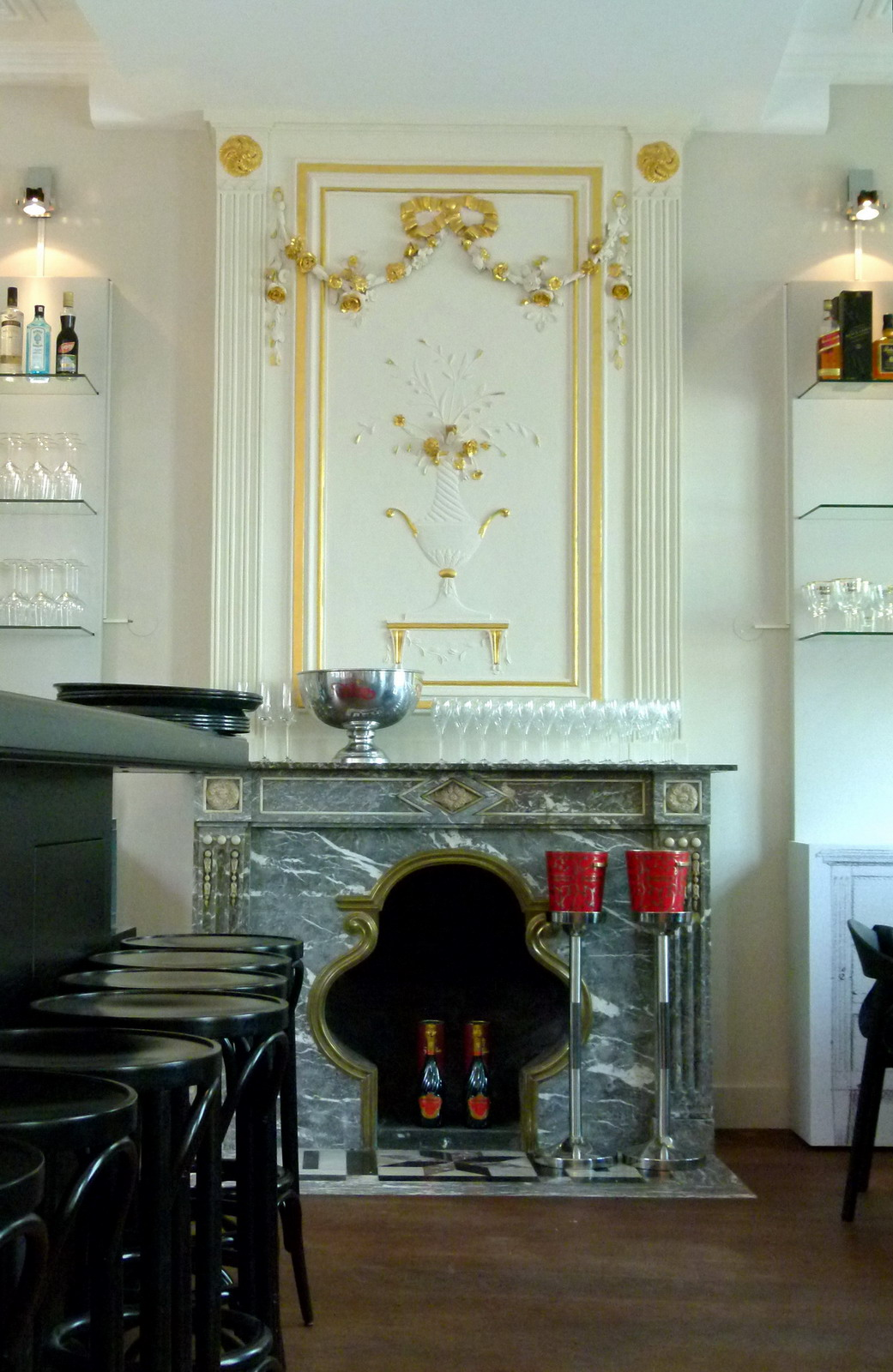
Interieurontwerp Mathias Soiron (begane grond)